# First Field
Das First Field, früher MÁV-Előre-Stadion, ist ein American-Football-Stadion im ungarischen Székesfehérvár. Es ist die Spielstätte der Fehérvár Enthroners in der European League of Football (ELF) sowie der ungarischen American-Football-Nationalmannschaft.
Nach einer Erweiterung 2023 bietet die Anlage Zuschauern etwa 4000 Plätze. Der Name First Field leitet sich aus der Tatsache ab, dass das Stadion das erste reine American-Football-Stadion Ungarns ist.

## Geschichte
Das First Field wurde 2016 erbaut. Der Bau erfolgte parallel zum Bau des neuen Sóstói Stadions und nutzte Bauteile und Sitzplätze des alten Stadions an selber Stelle.
2018 wurde auf der Anlage eine Turnhalle sowie ein zusätzlicher Kunstrasenplatz angelegt, der als Trainingsfeld und für Spiele der zweiten Mannschaften dient. 2020 wurde die Haupttribüne vollständig überdacht. 2021 wurde der Hungarian Bowl im First Field ausgetragen.
Im Vorfeld der Saison 2023, der ersten Saison der Enthroners in der ELF, wird das Stadion ausgebaut. Eine Tribüne wird überdacht und die Zuschauerkapazität auf etwa 4000 Plätze ausgebaut.

## Weitere Nutzung
Neben den Football-Mannschaften wird das Stadion auch von der Ultimate-Frisbee-Mannschaft Fehérvár Lions genutzt. Ebenso nutzt das jährliche Fezen Fesztivál das Stadion.